# Clive Standen
Clive James Standen (geboren 22 juli 1981) is een Engels acteur. Hij is vooral bekend door zijn rol als Bryan Mills in de NBC-serie Taken (2017 TV series), gebaseerd op de gelijknamige filmtrilogie, en als Rollo in de History Channel-serie Vikings (2013–2018). Daarnaast speelde hij onder meer Sir Gawain in de Starz (TV network)-serie Camelot (TV series), Archer in de BBC One-serie Robin Hood, Demetrian Titus in Warhammer 40,000: Space Marine 2 en Secret Level, en Private Carl Harris in de BBC-sciencefictionserie Doctor Who.

## Biografie

### Jeugd en opleiding
Standen werd geboren op een Britse legerbasis in Holywood, County Down, Noord-Ierland, en groeide op in Leicestershire, East Midlands, Engeland. Hij volgde onderwijs aan de King Edward VII School in Melton Mowbray en later een toneelopleiding aan Melton Mowbray College. Vervolgens werd hij toegelaten tot de driejarige opleiding aan de London Academy of Music and Dramatic Art. Buiten de acteerwereld was Standen in zijn tienerjaren internationaal actief als Muay Thai-bokser en later goudenmedaillewinnaar in het schermen.

### Carrière
Zijn eerste ervaring met stunts, paardrijden en zwaardvechten deed Standen op toen hij 12 jaar was en begon te werken bij een professioneel stuntteam in Nottingham. Op zijn vijftiende trad hij toe tot zowel het National Youth Theatre als het National Youth Music Theatre. Later volgde hij een driejarige acteeropleiding aan de London Academy of Music and Dramatic Art.
Standen verscheen in televisieseries als Waking the Dead (TV series) (2004), Doctors (2000 TV series) (2005), Doctor Who (2008), Robin Hood (2006 TV series) (2009), Camelot (TV series) (2010) en Council of Dads (TV series) (2020). Zijn internationale bekendheid groeide met zijn rollen in Vikings (2013 TV series) en Taken (2017 TV series).
Naast televisie speelde hij in films zoals Namastey London (2007), Hammer of the Gods (2013 film) (2013), Everest (2015 film) (2015), Patient Zero (film) (2018) en Boudica: The Queen of War (2023). Ook spreekt hij stemmen in voor videospellen, waaronder Aliens vs. Predator (video game) (2010), Inversion (video game) (2012) en Warhammer 40,000: Space Marine 2 (2024).
In 2021 lanceerde hij samen met actrice Amy Bailey de podcast Vikcast, waarin oud-castleden en betrokkenen van Vikings terugblikken op de serie.

### Persoonlijk leven
Standen is woordvoerder voor de Sea Shepherd Conservation Society. In september 2024 trouwde hij met actrice Lucy Martin in Provence (Frankrijk).

## Filmografie

### Film
| Jaar | Titel                              | Role                        | Notities       |
| ---- | ---------------------------------- | --------------------------- | -------------- |
| 2004 | Ten Days to D-Day                  | Canadian Commanding Officer |                |
| 2005 | Tom Brown's Schooldays (2005 film) | Brooke                      | Televisiefilm  |
| 2006 | Heroes and Villains                | Pete                        |                |
| 2007 | Namastey London                    | Charlie Brown               | Bollywood film |
| 2010 | Eating Dust                        | Spence                      |                |
| 2012 | Hammer of the Gods (2013 film)     | Hagen                       |                |
| 2015 | Everest                            | Ed Viesturs                 |                |
| 2018 | Patient Zero                       | Colonel Knox                |                |
| 2018 | In Like Flynn                      | Charlie                     |                |
| 2019 | Vault                              | Chucky                      |                |
| 2022 | Vendetta                           | William Duncan              |                |
| 2023 | Boudica: The Queen of War          | Prasutagus                  |                |

### Televisie
| Jaar      | Titel               | Role                       | Notities                                               |
| --------- | ------------------- | -------------------------- | ------------------------------------------------------ |
| 2004      | Waking the Dead     | Martin Raynor              | 2-delige aflevering                                    |
| 2005      | Doctors             | Charlie Halliday           | 3 afleverings                                          |
| 2007      | Zero Hour           | Major Alan Marshall        | 1 aflevering                                           |
| 2008      | Doctor Who          | Private Harris             | 3 afleverings                                          |
| 2009      | Robin Hood          | Archer                     | 3 afleverings                                          |
| 2010      | Camelot             | Sir Gawain                 | Series regular, 10 afleverings                         |
| 2011      | Banged Up Abroad    | David Scott                | 1 aflevering                                           |
| 2013–2018 | Vikings             | Rollo                      | Series regular (seizoen 1-4) Speciale gast (seizoen 5) |
| 2014      | Atlantis            | Telemon                    | 2 afleverings                                          |
| 2017–2018 | Taken               | Bryan Mills                | Series regular, 26 afleverings                         |
| 2020      | Mirage (miniseries) | Gabriel Taylor             | Series regular, 6 afleverings                          |
| 2020      | Council of Dads     | Anthony Lavelle            | Series regular, 10 afleverings                         |
| 2023      | The Morning Show    | Andre Ford                 | Seizoen 3                                              |
| 2023      | Obliterated         | Liam                       | 1 aflevering                                           |
| 2024      | Secret Level        | Lieutenant Demetrian Titus | 1 aflevering                                           |

### Video games
| Jaar | Titel                                    | Stemrol                                             |
| ---- | ---------------------------------------- | --------------------------------------------------- |
| 2010 | Aliens vs. Predator                      | Verschillende leidende mariniers Civiele personages |
| 2012 | Inversion                                | Leo / Gulthar                                       |
| 2012 | Tom Clancy's Ghost Recon: Future Soldier | Kosak                                               |
| 2024 | Warhammer 40,000: Space Marine 2         | Lieutenant Demetrian Titus                          |
| 2024 | Warhammer 40,000: Warpforge              | Lieutenant Demetrian Titus                          |

### Stage
| Jaar      | Titel                      | Karakter        | Locatie             |
| --------- | -------------------------- | --------------- | ------------------- |
| 2006      | The Invention of Love      | Moses Jackson   | Salisbury Playhouse |
| 2000      | West Side Story            | Diesel          | Royal Albert Hall   |
| 1999–2000 | The Ballad of Salmon Pavey | Nathanial Giles | Globe Theatre       |